# Arnayon
Arnayon ist eine französische Gemeinde im Département Drôme in der Region Auvergne-Rhône-Alpes (vor 2016 Rhône-Alpes). Sie gehört zum Arrondissement Die und zum Kanton Le Diois.

## Geografie
Arnayon iliegt im Regionalen Naturpark Baronnies Provençales. 
In der Gemeindegemarkung entspringt die Roanne, ein linker Nebenfluss der Drôme.
Nachbargemeinden sind Bouvières im Nordwesten, Gumiane im Norden, Chalancon im Nordosten, La Motte-Chalancon im Osten, Cornillon-sur-l’Oule im Südosten, Saint-May im Süden und Villeperdrix im Südwesten und im Westen.

## Bevölkerungsentwicklung
| Jahr                       | 1962 | 1968 | 1975 | 1982 | 1990 | 1999 | 2008 | 2018 |
| -------------------------- | ---- | ---- | ---- | ---- | ---- | ---- | ---- | ---- |
| Einwohner                  | 58   | 53   | 27   | 47   | 28   | 38   | 35   | 23   |
| Quellen: Cassini und INSEE |      |      |      |      |      |      |      |      |